# Ermolova (krater)
Ermolova är en nedslagskrater med en diameter på 61 kilometer, på planeten Venus. Ermolova har fått sitt namn efter den ryska skådespelaren Maria Jermolova.